# Івенецу
Івенецу (рум. Ivănețu) — село у повіті Бузеу в Румунії. Входить до складу комуни Бреєшть.
Село розташоване на відстані 117 км на північ від Бухареста, 43 км на північний захід від Бузеу, 120 км на захід від Галаца, 72 км на схід від Брашова.

## Населення
За даними перепису населення 2002 року у селі проживали 656 осіб, усі — румуни. Усі жителі села рідною мовою назвали румунську.